# 両角長彦
両角 長彦（もろずみ たけひこ、1960年2月25日 -）は、日本の小説家・推理作家。埼玉県川越市生まれ。北海道大学教養部理Ⅲ系中退、一橋大学経済学部卒業。

## 経歴
タウン誌編集部勤務など様々な職を経て、2009年、『ラガド 煉獄の教室』（応募時のタイトルは『ラガド』）で第13回日本ミステリー文学大賞新人賞を受賞。2010年、同作でデビュー。2012年、「この手500万」で第65回日本推理作家協会賞（短編部門）の候補になる。2014年、『ハンザキ』で第17回大藪春彦賞の候補になる。
デビュー前のアマチュア時代に三枝蝋名義で、早川書房『S-Fマガジン』の「リーダーズ・ストーリイ」や、講談社『小説現代』の「ショートショート・コンテスト」に短編やショートショートを投稿しており、何度も作品が入選し掲載されている。

## 作品

### 単著
- ラガド 煉獄の教室（2010年2月 光文社 / 2012年3月 光文社文庫）
- 大尾行（2012年6月 光文社 / 2014年12月 光文社文庫）
- デスダイバー（2013年4月 PHP研究所）
- 便利屋サルコリ（2013年11月 光文社 / 2015年12月 光文社文庫）
  - 収録作品：最小限の犠牲 / 疲れる夢 / 斬る / 天罰 / ミマデラの餌食 / 猫探し / 学校じゃ教えてくれないこと / 人間鯉 / 尾行練習 / メンバー紹介 / 合格率120パーセント / いつどこでとは言えないが / 死んだ子の年齢
- ハンザキ（2014年2月 双葉社 / 2016年9月 双葉文庫）
  - 収録作品：この手500万 / 一階まで / 乗るな! / 断食する容疑者 / 自己責任 / 持論 / ハイドランジャーに訣れを / 待ったの神様 / 地下闘技場 / まだ遅くない / 不可触
- ブラッグ 無差別殺人株式会社（2014年4月 実業之日本社文庫）
  - 収録作品：三人とも / 二種類 / 惨劇のあとで / 一億円捨てる / しゃべるのやめたらしぬ / 丑の刻サービス / 違う違う / わかっていない標的 / 入社試験 / わかっている標的 / 夜の散歩 / ラッキーアイテム / 反社長派全員処刑 / 轢断 / 虐殺慰安旅行
- 臓器賭博（2015年3月 角川文庫）
- 人間性剥奪（2016年6月 光文社）
- 解決人（2017年1月 光文社）
  - 収録作品：上司交替 / パトロンがいるから / 天使虐殺 / 静かな教室 / 道場破り / いかにもげ / 実験
- メメント1993 34歳無職父さんの東大受験日記（2017年9月 KADOKAWA）
- 困った作家たち 編集者桜木由子の事件簿（2018年1月 双葉文庫）
  - 収録作品：最終候補 / 七分の力 / 盗作疑惑 / 紙とペン / 口述密室 / 学歴詐称 / 死後発表 / 良い筆名 / 公開中止 / 借りた本 / 偽愛読者

### アンソロジー
「」内が両角長彦の作品
- ザ・ベストミステリーズ  2012 推理小説年鑑（2012年5月 講談社）「この手500万」
  - 【分冊・改題】Junction 運命の分岐点 ミステリー傑作選（2015年4月 講談社文庫）
- ザ・ベストミステリーズ 2015 推理小説年鑑（2015年5月 講談社）「不可触」
- 憑きびと 「読楽」ホラー小説アンソロジー（2016年2月 徳間文庫）「にんげんじゃないもん」
- 短篇ベストコレクション 現代の小説2016（2016年6月 徳間文庫）「頼れるカーナビ」
- 短篇ベストコレクション 現代の小説2017（2017年6月 徳間文庫）「給餌室」
- 推理作家謎友録 日本推理作家協会70周年記念エッセイ（2017年8月 角川文庫）※エッセイアンソロジー「私が君を守る」

### アマチュア時代の投稿作品
- 配剤（早川書房『S-Fマガジン』2000年12月号）
- かたづけられない（講談社『小説現代』2001年4月号）
- 時限狂気（早川書房『S-Fマガジン』2002年11月号）
- 帰れない理由（講談社『小説現代』2002年11月号）
- わが家の伝統（講談社『小説現代』2003年3月号）
- 最後の光景（講談社『小説現代』2003年6月号）
- 悪ふざけ（早川書房『S-Fマガジン』2004年3月号）
- 知らないほうがよかったこと（早川書房『S-Fマガジン』2005年2月号）
- そうだよなあ（講談社『小説現代』2005年3月号）
- 当意即妙（早川書房『S-Fマガジン』2005年5月号）
- ビデオレター（早川書房『S-Fマガジン』2005年6月号）
- 説得（早川書房『S-Fマガジン』2009年8月号）

### 単著未収録短編
- 3時間56分（光文社『小説宝石』2010年8月号）
- 無名が有名に勝つ（集英社『小説すばる』2011年10月号）
- 自分から言ってくれる？（集英社『小説すばる』2012年4月号）
- あなたを肯定します（光文社『小説宝石』2012年10月号）
- いれかわる（集英社『小説すばる』2013年2月号）
- 妻を差し出す（集英社『小説すばる』2013年3月号）
- 効いてくる（集英社『小説すばる』2013年6月号）
- 宇宙の修行者（光文社『SF宝石』2013年8月20日発行）
- にんげんじゃないもん（徳間書店『読楽』2014年2月号）
- 美の秘訣（光文社『小説宝石』2014年3月号）
- 餓死室（集英社『小説すばる』2014年6月号）
- 超能力対決（光文社『小説宝石』2014年6月号）
- AEDの神様（徳間書店『読楽』2014年10月号）
- 鍵束と嘘（光文社『小説宝石』2014年10月号）
- しるし（集英社『小説すばる』2014年11月号）
- 百鬼夜行列車（実業之日本社『月刊ジェイ・ノベル』2014年12月号）
- 店番（光文社『小説宝石』2015年1月号）
- 何も起きてはいない（徳間書店『読楽』2015年2月号）
- 忘れ物（光文社『小説宝石』2015年2月号）
- 居場所なし（徳間書店『読楽』2015年4月号）
- 懸賞金（光文社『小説宝石』2015年4月号）